# Фалмут (переписна місцевість, Массачусетс)
Фалмут (англ. Falmouth) — переписна місцевість (CDP) в США, в окрузі Барнстебел штату Массачусетс. Населення — 3818 осіб (2020).

## Географія
Фалмут розташований за координатами 41°33′5″ пн. ш. 70°36′32″ зх. д. / 41.55139° пн. ш. 70.60889° зх. д. (41.551388, -70.608847).  За даними Бюро перепису населення США в 2010 році переписна місцевість мала площу 5,82 км², з яких 5,39 км² — суходіл та 0,44 км² — водойми.

## Демографія
Згідно з переписом 2010 року, у переписній місцевості мешкало 3799 осіб у 2027 домогосподарствах у складі 877 родин. Густота населення становила 652 особи/км².  Було 3279 помешкань (563/км²).
Расовий склад населення:
| - 91,6 % — білих - 2,2 % — чорних або афроамериканців - 1,8 % — азіатів - 0,6 % — корінних американців - 1,7 % — осіб інших рас |

До двох чи більше рас належало 2,2 %. Частка іспаномовних становила 1,4 % від усіх жителів.
За віковим діапазоном населення розподілялося таким чином: 10,9 % — особи молодші 18 років, 51,4 % — особи у віці 18—64 років, 37,7 % — особи у віці 65 років та старші. Медіана віку мешканця становила 57,9 року. На 100 осіб жіночої статі у переписній місцевості припадало 79,3 чоловіків;  на 100 жінок у віці від 18 років та старших — 77,1 чоловіків також старших 18 років.
Середній дохід на одне домашнє господарство  становив 67 879 доларів США (медіана — 39 391), а середній дохід на одну сім'ю — 117 649 доларів (медіана — 82 500). Медіана доходів становила 53 750 доларів для чоловіків та 40 923 долари для жінок. За межею бідності перебувало 10,2 % осіб, у тому числі 14,2 % дітей у віці до 18 років та 12,0 % осіб у віці 65 років та старших.
Цивільне працевлаштоване населення становило 1412 осіб. Основні галузі зайнятості: освіта, охорона здоров'я та соціальна допомога — 27,2 %, науковці, спеціалісти, менеджери — 17,1 %, мистецтво, розваги та відпочинок — 15,4 %.